# Sasan Jelvani
Sasan Jelvani (Saarbrücken, 14 settembre 1995) è un giocatore di football americano tedesco che gioca come edge rusher per gli Stuttgart Surge.
Dopo aver giocato per le giovanili e la prima squadra dei Saarland Hurricanes dal 2009 al 2021 si è trasferito in ELF ai Leipzig Kings (coi quali non ha potuto giocare per infortunio) e successivamente agli Stuttgart Surge.
I suoi fratelli Majan e Bijan giocano a football americano, il primo in ELF e il secondo in GFL.